# Wells Gray Provincial Park

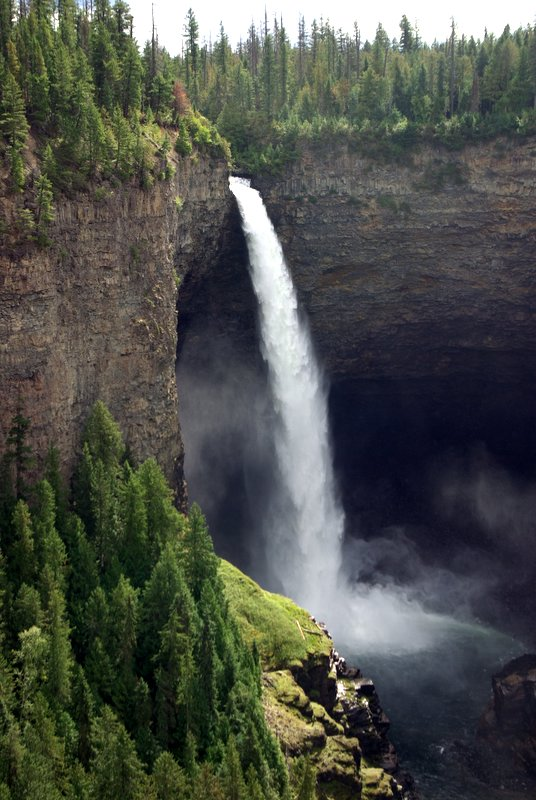
Helmckenwaterval in Wells Gray

Wells Gray Provincial Park is een 5000 km² groot natuurgebied in de Canadese provincie Brits-Columbia. Het provinciaal park ligt in Oostelijke Cariboo Mountains, dicht bij het plaatsje Clearwater.

## Algemeen
Het is een park met grote diversiteit: diepe riviervalleien, hoge bergen met gletsjers, alpiene bergweiden en uitgestrekte oerbossen. Wandelroutes zijn er spectaculair, onder meer door de vele watervallen. Een bekende waterval is de Helmcken Falls. Het is ook een populair gebied voor watersporten, zoals kajakken en kanovaren. Dat kan op de meren die er liggen, één daarvan is het Murtle Lake, het grootste meer in Noord-Amerika waar geen motorboten zijn toegestaan. Het Wells Gray Provincial Park is ook boeiend voor bezoekers die zich interesseren voor geologie. Meer dan 7500 jaar geleden waren hier een twintigtal vulkanen actief. Langs de zijweg naar de green Mountain Viewing Tower begint een pad naar de basaltzuilen van de Whitehorse Bluffs. Op dertig minuten wandelen van de Clearwater Lake Campground ligt de lavastroom Dragon's Tongue.

## Fauna en flora
Het reliëf en de gevarieerde vegetatie van Wells Gray Park zorgen ervoor dat er meer dan 50 soorten zoogdieren zijn, waaronder bevers, marmotten, verschillende hertachtigen, zoals de eland en de kariboe, sneeuwgeiten, grizzlyberen, zwarte beren, wolven en wezels. Er zijn in totaal 219 soorten vogels te bewonderen.
In de laaggelegen gebieden in het park bevinden zich vooral zilversparren en douglassparren. Tussen 1500 meter en 2000 meter hoogte groeien er vooral zilversparren en pijnbomen. De alpiene zone is in de zomer bezaaid met bloemen.